# Откриване на аномалии
Откриване на аномалии (на английски: anomaly detection, outlier detection) е понятие от анализа на данни, с който се означава резултата от идентифицирането на единични (редки) обекти, събития или наблюдения, които будят подозрения с открояването си от голямата част от данните. Типично аномалните обекти са индикатор за някакъв вид проблем с данните, като за примери от различни контексти могат да се дадат банкова измама, структурен дефект, медицински проблем, грешка в текста. Като аномалии се разглеждат статистически аутлайери („силно отличаващи се наблюдения“, „отдалечени наблюдения“, „екстремални наблюдения“), новости (нови наблюдения), шум, девиации, изключения.
Съществуват три широки класа от техники от машинното обучение, които служат за откриване на аномалии.
- Техники за откриване на аномалии без учител (unsupervised) – за некласифицирани тестови множества от данни (unlabeled test data set) работят при предположението, че преобладаващата част от данните в множеството са нормални и с тях се сравняват онези инстанции, които в най-малка степен се вписват сред тях.
- Техники за откриване на аномалии с учител (supervised) – изискват данните в тестовото множество да са (предварително) класифицирани като „нормални“ или „абнормални“ и работата им включва обучение на класификатор (classifier).
- Смесени техники (semi-supervised) – на база множество нормални тестови данни конструират модел на нормално поведение и после проверяват вероятността дадена инстанция да е генерирана от модела.

Някои от популярните техники за откриване на аномалии са: метод на k-най-близките съседи, базирани на корелационни техники за откриване на статистически аутлайери, машина с поддържащи вектори, бейсови мрежи, скрити модели на Марков, техники за откриване на аутлайери, базирани на клъстерен анализ, техники с асоциативни правила, техники базирани на размита логика, и други. Резултатите от работата на различните методи до голяма степен зависят от множеството данни и от параметрите.
|  | Тази страница частично или изцяло представлява превод на страницата Anomaly detection в Уикипедия на английски. Оригиналният текст, както и този превод, са защитени от Лиценза „Криейтив Комънс – Признание – Споделяне на споделеното“, а за съдържание, създадено преди юни 2009 година – от Лиценза за свободна документация на ГНУ. Прегледайте историята на редакциите на оригиналната страница, както и на преводната страница, за да видите списъка на съавторите. ВАЖНО: Този шаблон се отнася единствено до авторските права върху съдържанието на статията. Добавянето му не отменя изискването да се посочват конкретни източници на твърденията, които да бъдат благонадеждни. |